# Dura Vermeer
Dura Vermeer is een Nederlands bouwbedrijf.
Dura Vermeer ontstond in 1998 door een fusie van bouwbedrijf Dura, opgericht in 1855 door Job Dura en Aannemingsmaatschappij P. Vermeer, opgericht in 1961.

## Geschiedenis Dura
Job Dura (1829-1908) legde op 30 maart 1855 de basis voor een regionaal aannemersbedrijf  tevens familiebedrijf. Zijn zonen Daniël (1869-1950) en Leendert (1874-1950) volgden hem eind 19e eeuw op en zetten gezamenlijk onder de naam Gebr. Dura de zaken voort. In 1929 trad formeel de derde generatie aan, weer met Job Dura, maar nu in tweevoud. Onder hun leiding werd de zaak omgezet in een nv: Dura's Aannemings Maatschappij (D.A.M.). Vanaf de jaren dertig werd het bedrijf ook meer landelijk actief, met in 1932 een filiaal te Amsterdam en een zelfstandig nevenbedrijf, de Centrale Verwarmings Unie. Eind jaren dertig volgde onder meer de nieuwbouw van Galeries Modernes te Utrecht en filialen te 's-Gravenhage (1937) en Heerlen (1939). 
In 1941 werd de nv ontbonden en nam Job Dura Dzn alleen de zaken over. De expansie zette zich na 1945 voort. Begin jaren 50 was Dura betrokken bij de bouw van de Lijnbaan in Rotterdam. In vijftien maanden werd een groot winkelcentrum in het stadshart gebouwd. Dura groeide in de jaren zestig verder, zowel in de woningbouw als in de utiliteitsbouw. Beide bedrijfstakken werden ondergebracht in aparte ondernemingen: Dura's Aannemings Maatschappij en Dura's Woningbouw. Verder vielen onder de Verenigde Dura Bedrijven ook nog twee ontwikkelingsmaatschappijen: Projectunie Nederland en Bouwunie Nederland. Het bedrijf beschikte over een eigen bouwelementenfabriek aan de Eemhaven  die echter in 1973, ondanks steunpogingen, onder protest sloot, waarbij 240 ontslagen vielen. De Centrale Verwarmings Unie, eveneens te Rotterdam gevestigd, werd in 1976 gesloten met toen een personeelsbestand van 80 mensen.

## Geschiedenis Vermeer
Piet Vermeer werkte voor het wegenbouwbedrijf Jan Nelis. De aanleg van geasfalteerde autosnelwegen nam in Nederland een hoge vlucht, maar Nelis wilde die markt niet betreden. Vermeer besloot daarom een eigen bedrijf te Heemstede op te richten. In 1967 werkte Vermeer mee aan de aanleg van Rijksweg 12, dit was de doorbraak naar de landelijke wegenbouw. Ook dit bouwbedrijf kende geografische uitbreiding (die leidde tot filialen in Almere, Lelystad, Moerdijk en Delden) en een diversificatie die leidde tot holding-structuur. P. Vermeer Verenigde Bedrijven omvatte Vermeer Grond + Wegen bv, De Rooij Bouw bv, Vloeigas Leidingen bv, Vermeer Industrial Contracting bv, Vermeer Utiliteitsbouw en de vastgoedbeheerder en -ontwikkelaar Verom bv. Verder waren er nog algemene service-afdelingen, voor onderhoud materieel Vemat bv en voor het wagenpark Vermeer Autobeheer bv. 

## Fusie
Op 13 november 1998 fuseerden Dura en Vermeer onder begeleiding van Pieter Vermeer, zoon van oprichter Piet Vermeer. De ondernemingen waren ongeveer even groot en het waren beide familiebedrijven. Dura bouwde woningen en kantoren, in eigen beheer of in opdracht en Vermeer was vooral gericht op infrastructuur als wegen, tunnels en pijpleidingen. Na de fusie kwam zowel de familie Dura als Vermeer in de quote 500.
Dura Vermeer kent drie divisies, 'Bouw en Vastgoed', 'Infrastructuur' en 'Techniek'. De bouwdivisie is actief in de woningbouw en utiliteits- en industriebouw. De infrastructuurdivisie omvat wegenbouw, railbouw en een adviesbureau. De techniekdivisie is actief in de utiliteitsbouw en infrastructuur.

## Omzet- en winstgeschiedenis
| Jaar | Omzet           | Winst          |
| ---- | --------------- | -------------- |
| 2004 | € 970 miljoen   | € 5,1 miljoen  |
| 2005 | € 1,046 miljard | € 29,6 miljoen |
| 2006 | € 1,041 miljard | € 23,4 miljoen |
| 2007 | € 1,076 miljard | € 19,1 miljoen |
| 2008 | € 1,132 miljard | € 7,5 miljoen  |
| 2009 | € 1,178 miljard | € 15,0 miljoen |
| 2010 | € 1,101 miljard | € 2,2 miljoen  |
| 2011 | € 1,164 miljard | € 13,3 miljoen |
| 2012 | € 1,024 miljard | € 3,3 miljoen  |
| 2013 | € 1,033 miljard | € -5,5 miljoen |
| 2014 | € 1,004 miljard | € -7,5 miljoen |
| 2015 | € 1,052 miljard | € 3,6 miljoen  |
| 2016 | € 1,145 miljard | € 9,1 miljoen  |
| 2017 | € 1,183 miljard | € 17,1 miljoen |
| 2018 | € 1,337 miljard | € 26,1 miljoen |
| 2019 | € 1,504 miljard | € 36,1 miljoen |
| 2020 | € 1,44 miljard  | € 41,5 miljoen |